# هوقل بلدنغي
هوقل بلدنغي (الاسم العلمي: Spermophilus beldingi) (بالإنجليزية: Belding's Ground Squirrel)‏ هو نوع من الحيوانات يتبع جنس الهوقل من فصيلة سنجابية.